# Dante's Peak
Dante's Peak is een Amerikaanse actiefilm uit 1997 over een rustig dorpje aan de voet van een vulkaan. De film werd geregisseerd door Roger Donaldson.

## Verhaal
In 1993 tracht vulkanoloog Harry Dalton samen met zijn verloofde Marianne te ontsnappen aan de asregens ontstaan door een uitbarsting van de vulkaan Galeras in Colombia. Beiden zijn medewerkers bij de United States Geological Survey. Marianne sterft nadat een uitgespuwd rotsblok haar schedel doorboort. Harry doet het sindsdien wat rustiger aan. Vier jaar later wordt hij door zijn baas Paul Drefuss naar (het fictieve) Dante's Peak gestuurd om onderzoek te doen naar de vulkaan, onderdeel van de Cascade Range, aldaar. Seismologische gegevens duiden aan dat het aantal lichte aardbevingen in de regio is gestegen, maar niet alarmerend.
Harry komt aan in Dante's Peak en maakt kennis met burgemeester Rachel Wando. Dante's Peak is zojuist uitgeroepen tot "Amerika's tweede aantrekkelijkste dorp om te wonen" en investeerders hebben grote plannen voor de stad. Harry maakt kennis met de kinderen van de burgemeester (Lauren en Graham) en haar ex-schoonmoeder Ruth. Samen gaan ze de berg op om de zuurgraad van de waterpoelen te testen. Lauren vindt twee dode eekhoorns waarop Ruth zegt dat er waarschijnlijk een epidemie is omdat "de eekhoorns overal dood uit de bomen vallen". Harry merkt op dat er verschillende dode bomen zijn. Wanneer Graham in een heet waterbron wil springen, wordt hij tegengehouden door Harry omdat de zuurgraad veel te hoog is. Daarop zien ze twee drijvende lijken in het water: dit zijn de twee rugzaktoeristen die eerder in de film levend werden gekookt door opborrelend lava.
Harry vertrouwt het niet en roept de gemeenteraad samen. Hij is van mening dat het dorp zich moet voorbereiden op een eventuele evacuatie. Net wanneer de gemeenteraad wil stemmen, komt het hele team van Paul aan. Paul is van mening dat de bevolking niet mag ingelicht worden zolang er geen wetenschappelijk bewijs is dat de vulkaan effectief zal uitbarsten. 
Daarop start het team met een onderzoek. Omdat er boven de vulkaan geen vulkaangassen te bespeuren zijn, probeert men met een robot in de krater te komen. Tijdens dit experiment is er een aardschok waarbij een collega van Harry zijn been breekt. Volgens Paul is de lichte aardschok geen bewijs dat er gevaar dreigt. Aangezien er de komende dagen niets gebeurt, beslist Paul om diverse meters te plaatsen zodat ze de berg vanop hun hoofdbasis verder kunnen monitoren.
Op de vooravond van hun vertrek heeft Harry een afspraakje met de burgemeester. Wanneer zij water uit de kraan neemt, is dit sterk vervuild. Daarop gaan ze naar de waterput die ook vervuild is. Ook in het hotel van Harry is het water vervuild. Dit is voor Harry het bewijs dat er zwavel in het water zit en kan hij Paul alsnog overtuigen dat de vulkaan actief is.
De volgende dag geeft de burgemeester een persconferentie om het dorp te laten evacueren. Tijdens de persconferentie barst de vulkaan dan toch uit. Er breekt grote paniek uit en iedereen wil zo snel mogelijk het dorp verlaten. Rachel gaat met Harry naar haar huis om de kinderen op te halen. Ze vindt een briefje dat zij hun grootmoeder Ruth, die op de flank van de berg woont, zijn gaan redden. Daarop rijden Rachel en Harry naar haar huis. Omwille van de aardschokken vallen bomen en diverse rotsen naar beneden en blokkeren zo de weg achter hen. Hierdoor kunnen ze niet meer terugkeren. Eenmaal aan het huis van Ruth wil zij niet meegaan omdat ze in een veilig huis woont. Haar mening verandert wanneer lava het huis in vlammen zet. Daarop rijden ze naar een bijgelegen meer waar ze met een speedboot terug richting het dorp kunnen.
De zuurgraad van het water is zo hoog dat het metaal en de schroef worden weggevreten. Enkele meters voor de oever valt het bootje daardoor ook stil. Terwijl Harry het zinkend bootje naar de kant tracht te brengen door met kledingstukken te peddelen, springt Ruth in het water en loopt naar de kant. Hierbij verbrandt ze haar benen waardoor ze niet veel later sterft.
In het dorp maakt het team zich ook gereed voor evacuatie omdat de laatst overblijvende brug ook dreigt in te storten. Paul, die in de laatste wagen rijdt, komt vast te zitten op de brug en wordt door een kolkende watermassa meegevoerd.
Ondertussen zijn Harry, Rachel en de kinderen aangekomen in het dorp waar ze een auto stelen om weg te vluchten. Al snel komen ze tot de conclusie dat ze niet meer kunnen vluchten. Daarop breekt een pyroclastische stroom uit die alles op zijn weg vernielt. Harry beslist daarop om met de auto in de verlaten mijn te rijden. De mijn stort echter in waardoor men komt vast te zitten.
Ze worden twee dagen later gered dankzij een experimentele NASA-zender die Harry in zijn auto had meegenomen.

## Acteurs
Hieronder een, incompleet, overzicht van de acteurs die een rol in de film spelen:
| Acteur             | Personage        | Opmerkingen                                                                             |
| ------------------ | ---------------- | --------------------------------------------------------------------------------------- |
| Pierce Brosnan     | Harry Dalton     | vulkanoloog van de USGS                                                                 |
| Linda Hamilton     | Rachel Wando     | burgemeester van het plaatsje Dante's Peak                                              |
| Charles Hallahan   | Paul Dreyfus     | Harrys leidinggevende                                                                   |
| Grant Heslov       | Greg             |                                                                                         |
| Elizabeth Hoffman  | Ruth             | voormalige schoonmoeder van Rachel                                                      |
| Jeremy Foley       | Graham Wando     | zoon van Rachel                                                                         |
| Jamie Renée Smith  | Lauren Wando     | dochter van Rachel en zus van Graham                                                    |
| Arabella Field     | Nancy            | lid van het team van de USGS                                                            |
| Tzi Ma             | Stan             | lid van het team van de USGS                                                            |
| Brian Reddy        | Les Worrell      | lid van het team van de USGS                                                            |
| Kirk Trutner       | Terry Furlong    | lid van het team van de USGS                                                            |
| Carol Androsky     | Mary Kelly       |                                                                                         |
| Tim Haldeman       | Elliot Blair     |                                                                                         |
| Lee Garlington     | Dr. Jane Fox     |                                                                                         |
| Bill Bolender      | Turner           | Sheriff van Dante's Peak                                                                |
| Peter Jason        | Norman Gates     | werknemer van Rachel                                                                    |
| Hansford Rowe      | Warren Cluster   | eigenaar van de Cluster's Last Stand inn, hij laat het USGS-team in zijn inn verblijven |
| Susie Spear        | Karen Narlington |                                                                                         |
| David Lipper       | man              | wordt levend in de warmwaterbron gekookt                                                |
| Heather Stephens   | vrouw            | wordt levend in de warmwaterbron gekookt                                                |
| Christopher Murray | helikopterpiloot |                                                                                         |
| Marilyn Leubner    | babysitter       | oppas van Graham en Lauren                                                              |

## Realiteit
De gebeurtenissen uit deze film lijken overeen te komen met de uitbarsting van Mount St. Helens in mei 1980.